# Jay Lycurgo
Jay Lycurgo (Londres, Reino Unido, 6 de febrero de 1998) es un actor inglés. Es conocido por sus papeles de Tim Drake en Titans (2021-2023), Nathan Byrne en la serie de Netflix El hijo bastardo y el mismísimo diablo (2022) y un pandillero en The Batman (2022).

## Primeros años
Lycurgo creció en Croydon, el menor de cuatro hermanos. Es de ascendencia jamaicana, sierraleonesa y británica. Su padre es el exfutbolista profesional David Johnson. Lycurgo se inspiró en parte para actuar viendo producciones en los Fairfield Halls locales. Después de no ingresar a la BRIT School, su maestra le sugirió una escuela de teatro. Luego se graduó con una Licenciatura en Actuación de la Escuela de Educación de Artes (ArtsEd) en 2019.

## Carrera
Al graduarse de ArtsEd, Lycurgo hizo su debut televisivo en un episodio del drama médico Doctors de BBC One, así como su debut teatral profesional como David Beckoff en la producción de Turbine Theatre de 2019 de Torch Song Trilogy. A esto le siguieron apariciones en la miniserie I May Destroy You, la película para televisión Anthony de Jimmy McGovern, y la serie de ciencia ficción War of the Worlds . Tuvo pequeños papeles en las películas Listen y The Batman.
En 2021, Lycurgo comenzó a interpretar a Tim Drake, un personaje recurrente en la tercera temporada de la serie Titans de DC Universe. Lycurgo ha declarado que estaba orgulloso de interpretar a un superhéroe mestizo, ya que no hubo muchos ejemplos de esto cuando era niño. Repitió su papel como habitual en la temporada 4. Al año siguiente, interpretó a Paul en la comedia Cheaters de la BBC Three.
También en 2022, Lycurgo interpretó a Nathan Byrne en la serie de Netflix El hijo bastardo y el mismísimo diablo, una adaptación de la novela de fantasía para adultos jóvenes El lado oscuro de Sally Green. La audición se completó durante la pandemia de COVID-19 a través de un video mientras estaba en Toronto. Ha declarado que se identifica con el descaro y la naturaleza ingeniosa de su personaje Nathan. Tuvo que prepararse físicamente para las escenas de acción y lucha de la serie, que ha descrito como "Misfits se encuentra con This Is England", "Crepúsculo se encuentra con Skins", y como un " Harry Potter con clasificación X". Dijo que se metió en la cabeza de interpretar a un adolescente a pesar de tener 24 años porque “siento que todavía soy muy infantil, ya sabes. Tengo una imaginación enorme… Creo que es una verdadera lástima que a medida que nos hacemos mayores sentimos que tenemos que dejar de ser ese niño en el patio de recreo. ¿Sabes? No creo que tenga que ser así. Siento que todavía deberíamos poder imaginar cosas y ser juguetones y creativos. Cuando actúas, es que a veces tienes que obtener el permiso de las personas adecuadas para decir: “¡No, de verdad, hazlo! Ve allí." Y luego, contigo mismo, tienes que creer realmente que estás en estos lugares. Cuando se trata de volver a ser un adolescente, creo que soy muy afortunado de seguir siendo muy inmaduro”. Además de la alegría y la inmadurez del personaje, Lycurgo le dijo a Newsweek cómo su caracterización de Nathan fue impulsada por una soledad inherente, diciendo: "Él es una persona realmente solitaria, aislada y tranquila, porque siempre ha estado en [modo] lucha y huida y no confía en nadie."

## Filmografía

### Cine
| Año  | Título              | Papel                              | Notas        |
| ---- | ------------------- | ---------------------------------- | ------------ |
| 2019 | Man Down            | Dayton                             | Cortometraje |
| 2020 | Father of the Bride | Christian                          | Cortometraje |
| 2020 | Listen              | Joven                              |              |
| 2020 | Brothers            | Jase                               | Cortometraje |
| 2022 | The Batman          | Miembro joven de la banda del tren |              |

### Televisión
| Año       | Título                                 | Papel           | Notas                                             |
| --------- | -------------------------------------- | --------------- | ------------------------------------------------- |
| 2019      | Doctors                                | Kyle O'Keefe    | Episodio: "Last Stop"                             |
| 2020      | I May Destroy You                      | Marcus          | Episodio: "The Alliance"                          |
| 2020      | Anthony                                | Marcus          | Película de televisión                            |
| 2021      | War of the Worlds                      | Will            | 1 episodio                                        |
| 2021–2023 | Titans                                 | Tim Drake/Robin | Protagonista (season 4), recurrente (temporada 3) |
| 2022      | Cheaters                               | Paul            | 7 episodios                                       |
| 2022      | El hijo bastardo y el mismísimo diablo | Nathan Byrne    | Protagonista                                      |
| TBA       | Generación Z                           | Charlie         | TBA                                               |

## Teatro
| Año  | Título             | Papel         | Notas                    |
| ---- | ------------------ | ------------- | ------------------------ |
| 2019 | Torch Song Trilogy | David Beckoff | Turbine Theatre, Londres |